# Référendums liechtensteinois de 1985
Trois référendums dont deux doubles ont lieu au Liechtenstein les 3 février, 2 juillet et 1er décembre 1985. Ils portent respectivement sur le droit de chasse, l'augmentation du nombre de sièges au Landtag, et sur l'égalité des sexes en entreprise.

## Référendum de février

### Contenu
Le référendum porte sur une nouvelle loi encadrant le droit de chasser au Liechtenstein, modifiant notamment les peines encourues.

### Contexte
Deux référendums concernant le droit de chasse ont déjà eu lieu au Liechtenstein en 1961 et 1962.
Il s'agit d'un référendum facultatif d'origine populaire : dans le cadre de l'article 66 de la constitution, le projet de loi voté par le Landtag le 15 novembre 1984 fait l'objet d'une demande de mise à la votation par un minimum de 1000 inscrits.
Il s'agit de la première votation concernée par le récent relèvement de 600 à 1000 du nombre de signatures nécessaires pour un changement d'ordre législatif, ainsi que la première après l'extension du droit de vote aux femmes ayant doublé le nombre d'inscrits l'année précédente.

### Résultats
| Choix                                 | Votes  | %     |
| ------------------------------------- | ------ | ----- |
| Pour                                  | 5 026  | 62,54 |
| Contre                                | 3 010  | 37,46 |
| Votes blancs et invalides             | 376    | –     |
| Total                                 | 8 412  | 100   |
| Inscrits/Participation                | 12 272 | 68,55 |
| Source: Démocratie Directe (Allemand) |        |       |

## Double référendum de juillet

### Contenu
Il s'agit d'une initiative populaire proposant une augmentation du nombre de sièges aux Landtag de 15 à 21, et d'une contre-initiative proposant de l'augmenter à 25 sièges.

### Contexte
Il s'agit en premier lieu d'une initiative populaire de relèvement du nombre de sièges au Landtag de 15 à 21, dont 13 pour le Haut pays et 8 pour le Bas pays, lancée par l'Union patriotique qui procède à la collecte des 1500 signatures nécessaires pour un projet d'ordre constitutionnel et la soumet au parlement le 27 septembre 1985. 
Un amendement de même nature avait déjà été rejeté par la population lors des votations de 1919, 1945 et 1972.
Le 18 décembre 1984 le Parti progressiste des citoyens soumet à signatures une contre-initiative proposant d'augmenter ce même nombre de sièges à 25, dont 15 pour le Haut pays et 10 pour le Bas pays, respectant le ratio de 60:40 préexistant.
Le seuil de 1500 inscrits ayant été atteint, les deux initiatives constitutionnelles sont envoyées devant le Landtag le 17 avril 1985 dans le cadre de l'article 64.2 de la constitution. Le parlement les rejette, entraînant leur mise en votation.
Il s'agit de la première votation concernée par le récent relèvement de 900 à 1500 du nombre de signatures nécessaires pour un changement d'ordre constitutionnel.

### Résultats
| Choix                                 | Votes  | %     |
| ------------------------------------- | ------ | ----- |
| Pour l'initiative (21 sièges)         | 3 310  | 38,98 |
| Pour la contre-initiative (25 sièges) | 3 701  | 43,59 |
| Contre les deux                       | 1 478  | 17,43 |
| Votes blancs et invalides             | 310    | –     |
| Total                                 | 8 801  | 100   |
| Inscrits/Participation                | 12 317 | 71,45 |
| Source: Démocratie Directe (Allemand) |        |       |

Bien que plus de 80 % des votants aient choisi d'augmenter le nombre de sièges, aucune des deux initiatives ne recueille la majorité absolue nécessaire pour être valide et le statu quo demeure.
Lors du Référendum liechtensteinois de 1987, les Liechtensteinois approuvent la mise en place lors de double proposition d'une question subsidiaire permettant de départager plus clairement les votes.

## Double référendum de décembre

### Contenu
Il s'agit d'une initiative populaire portant sur l'égalité des sexes au travail.

### Contexte
Il s'agit d'une initiative populaire du 27 septembre 1985 proposant de modifier l'article 31 de la constitution afin de faire appliquer les lois d'égalité des sexes au travail dans un délai de 4 ans pour les entreprises privées et de 8 ans pour celles publiques, sous peine de poursuites.
Le seuil de 1500 inscrits pour un amendement constitutionnel ayant été atteint, l'initiative est envoyée devant le Landtag dans le cadre de l'article 64.2 de la constitution. Le parlement la rejette le 23 octobre 1985 par 10 voix contre 4, entraînant sa mise en votation, et propose dans le cadre du même article une contre proposition sans limite de temps ni poursuites.

### Résultats
| Choix                                 | Votes  | %     |
| ------------------------------------- | ------ | ----- |
| Pour l'initiative                     | 1 973  | 23,26 |
| Pour le contre-projet                 | 2 400  | 28,30 |
| Contre les deux                       | 4 109  | 48,44 |
| Votes blancs et invalides             | 346    | –     |
| Total                                 | 8 828  | 100   |
| Inscrits/Participation                | 12 445 | 72,84 |
| Source: Démocratie Directe (Allemand) |        |       |

Aucune des deux initiatives ne recueille la majorité absolue nécessaire pour être valide.